# Bardufoss

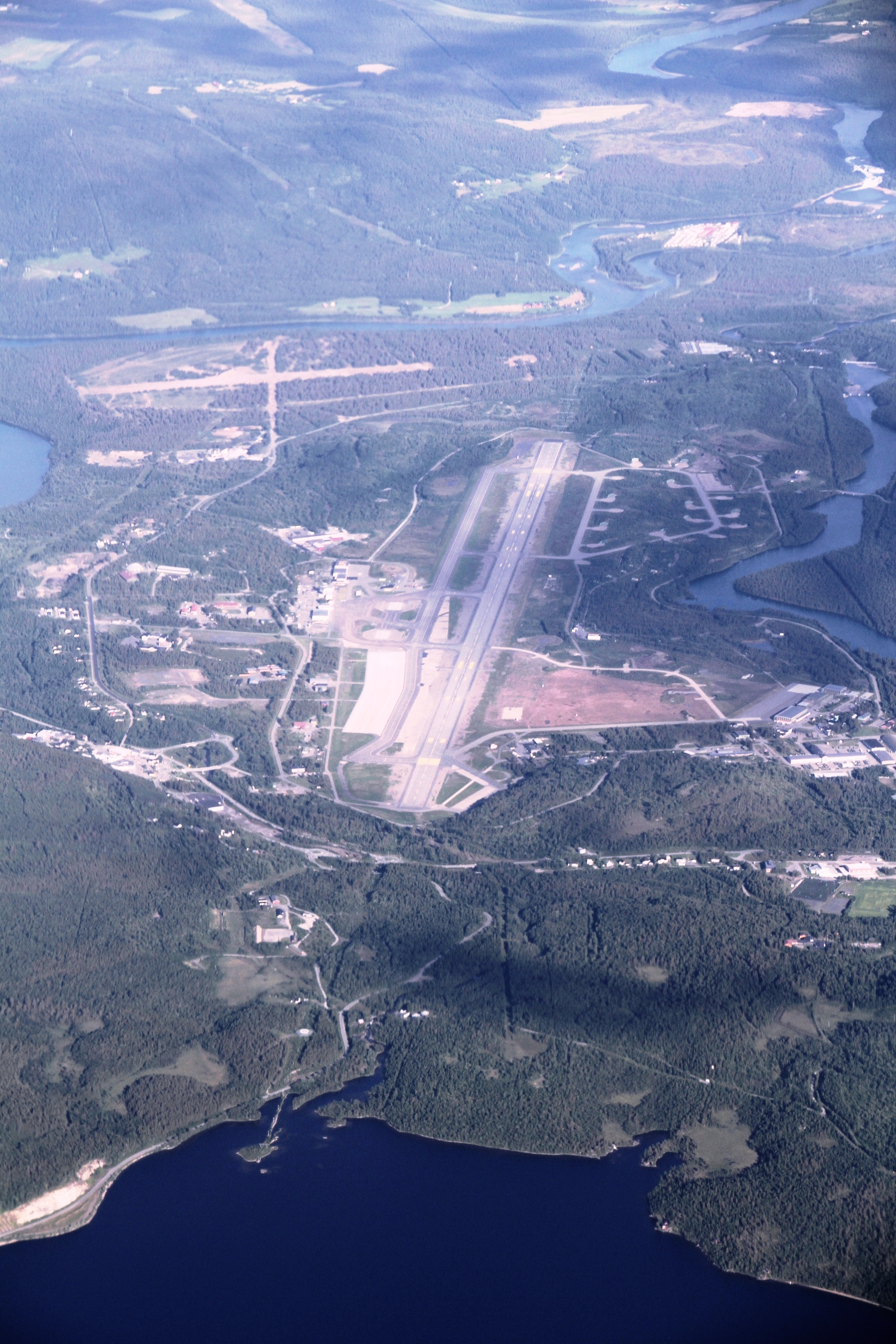
Bardufoss Flugplatz von Westen; links Andselv, rechts am Bildrand Rusta und Heggelia, vorn der See Andsvatnet

Bardufoss ist ein urbanes Zentrum in der Kommune Målselv in der Provinz Troms in Nordnorwegen. Es liegt etwa 80 km nördlich von Narvik und 70 km südlich von Tromsø unmittelbar westlich der Einmündung der Barduelva in die Målselva. Westlich von Bardufoss liegt der See Andsvatnet, nördlich der Berg Andsfjell. Die Europastraße 6 verläuft durch Bardufoss.

## Der Ort
Verwaltungstechnisch ist Bardufoss einer von vier statistischen Bezirken in der Kommune Målselv, mit etwa 2500 Einwohnern und einer Gesamtfläche von 56,36 km². Es besteht aus den drei Dörfern Andselv, Andslimoen und Heggelia, den Siedlungen Finnsund, Fossmoen und Rusta und dem Flughafen Bardufoss im Zentrum. Heggelia liegt an der Barduelva unmittelbar südwestlich, Andselv unmittelbar nordwestlich des Flugplatzes und Andslimoen liegt an der Målselva etwa 4 km weiter nördlich. Finnsund liegt südlich von Heggelia, Fossmoen südöstlich des Flugfelds, und Rusta zwischen Heggelia und dem Flugfeld.

## Wirtschaft
Bardufoss ist Standort mehrerer militärischen Einheiten und Einrichtungen, und die Mehrzahl der örtlich Berufstätigen ist direkt oder indirekt von diesen abhängig. Der Flugplatz, der für schwere Bomber und Transportflugzeuge geeignet ist und auch vom Zivilverkehr genutzt wird, ist zurzeit Heimat zweier Hubschrauberstaffeln und einer Drohnen-Staffel, und in den Kasernen von Heggelia und Rusta, die gemeinsam das Lager Bardufoss bilden, liegen verschiedene Heereseinheiten.

## Bildergalerie

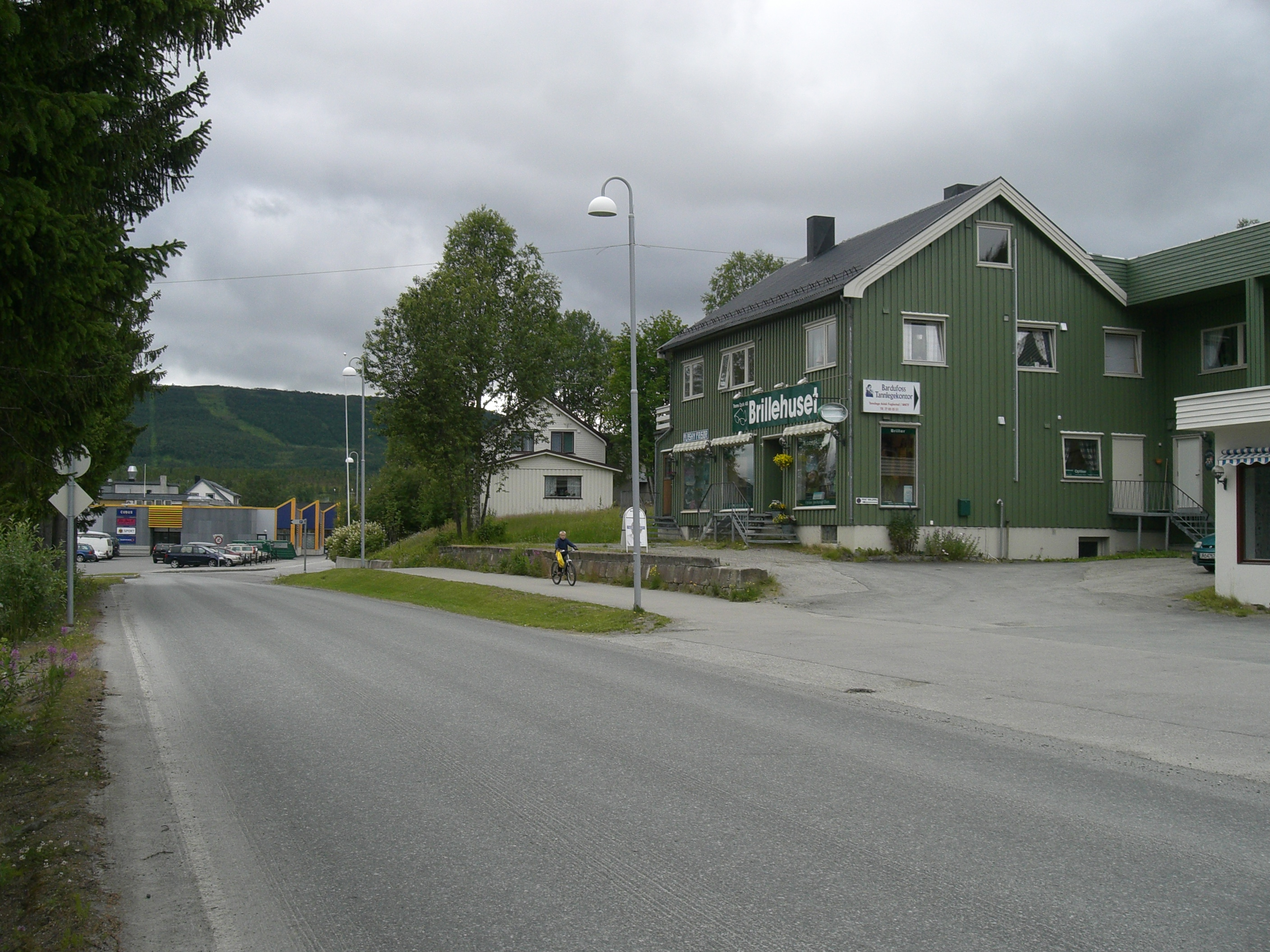
Bardufoss (2007)
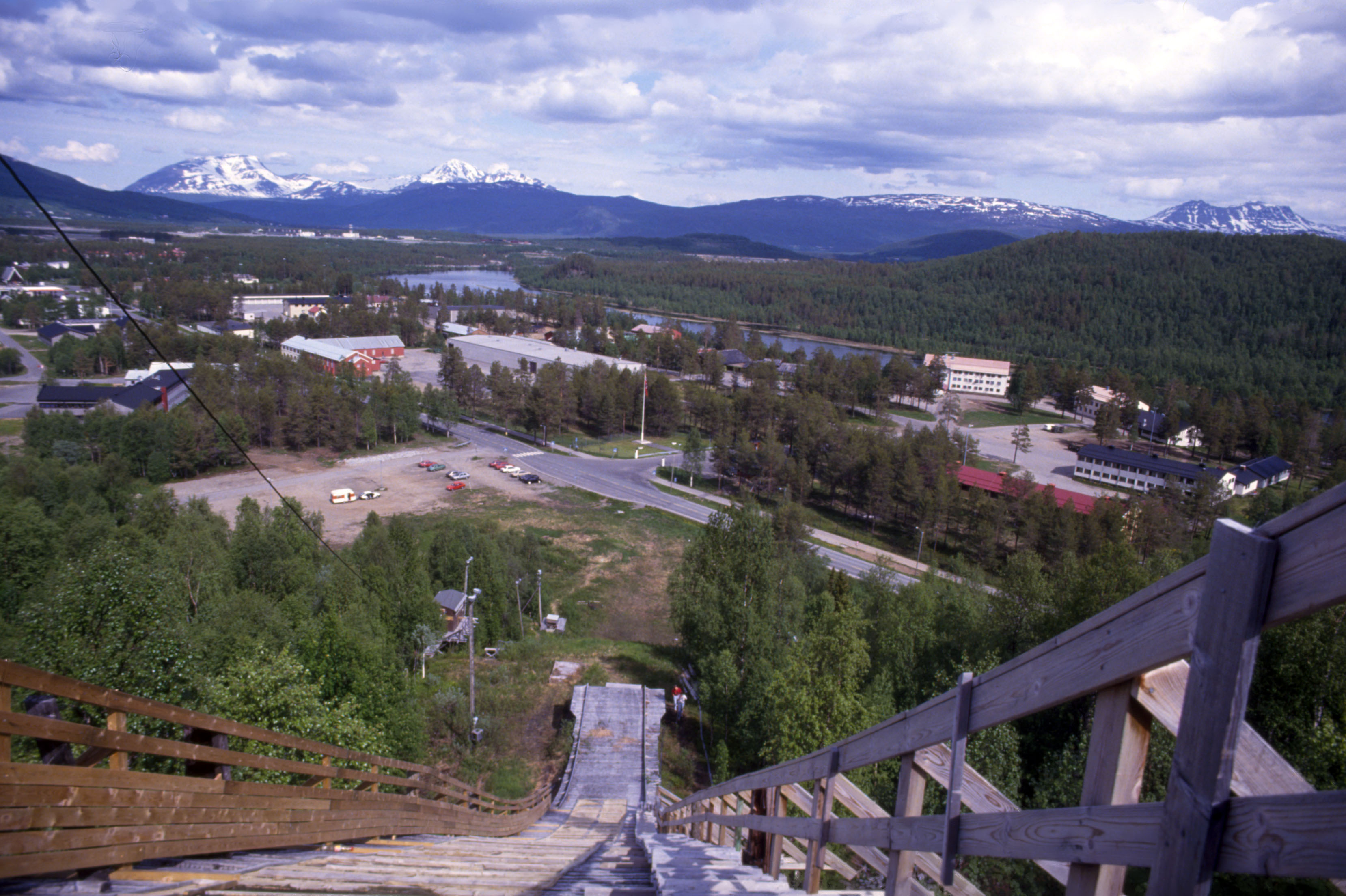
Heggelia (südlicher Stadtteil von Bardufoss, 1993)
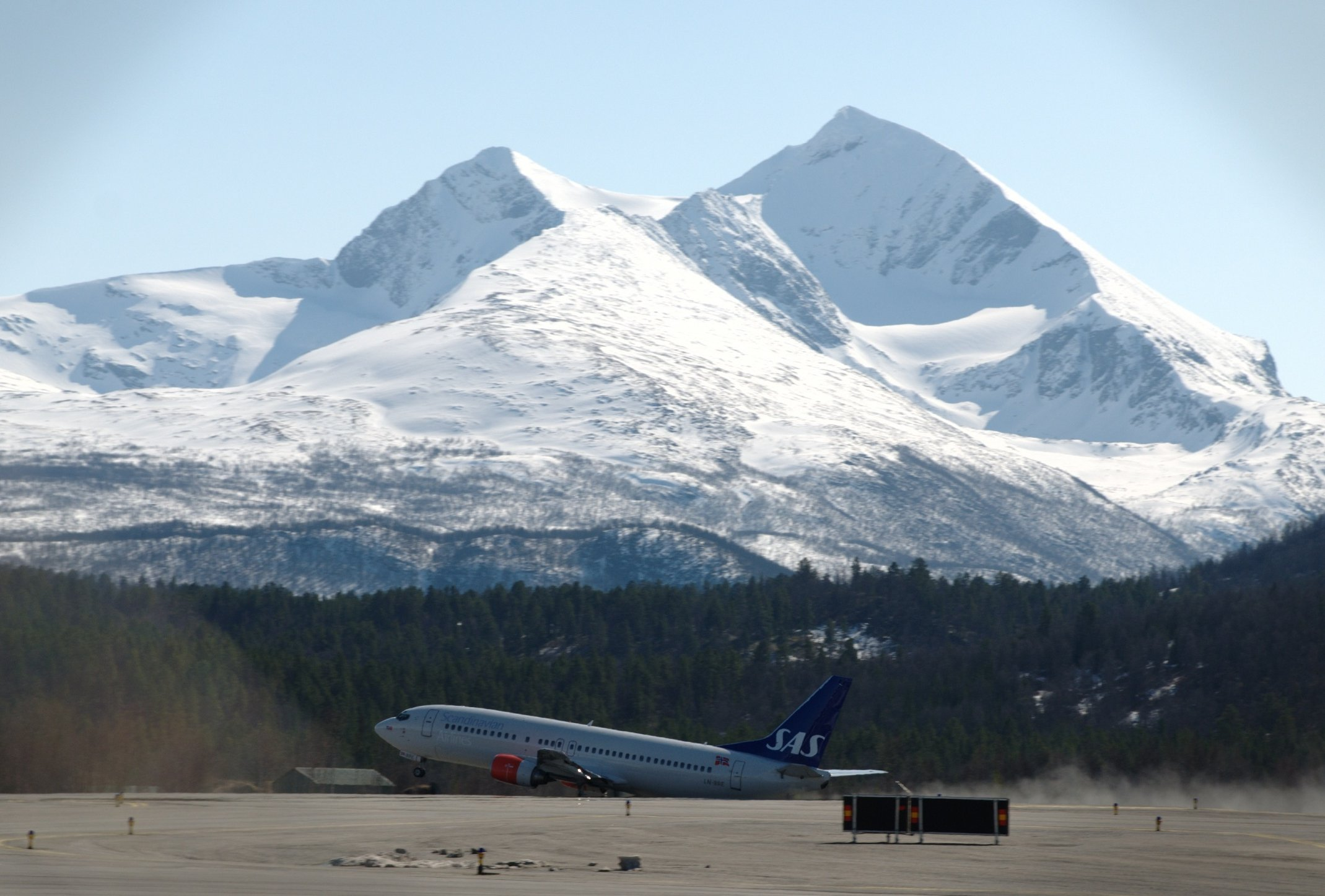
Bardufoss Airport (im Hintergrund der Istindan, 2008)
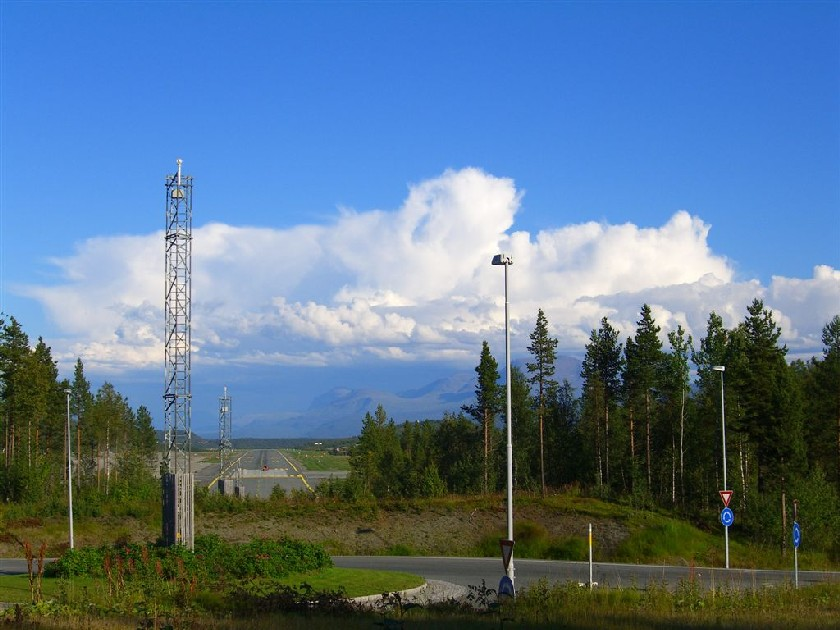
Bardufoss Airport (2006)

## Persönlichkeiten
- Nils-Ole Foshaug (* 1970), Politiker